# Белоглазов, Владимир Георгиевич
 Владимир Георгиевич Белоглазов (20 августа 1930, Ульяновск — 30 мая 2012, Москва) — советский и российский учёный-медик, доктор медицинских наук (1980), профессор (1995), лидер отечественной дакриологии, создатель научной школы лечения патологий слёзного аппарата.

## Биография
Родился в Ульяновске в семье потомственных врачей. С 1931 года жил в Дагестане. В 1953 году окончил субординатуру Дагестанского медицинского института и по распределению начал работать районным оториноларингологом в Макарьеве Костромской области, а затем в поликлинике Махачкалы.
С 1958 по 1960 год учился в клинической ординатуре, затем в аспирантуре на кафедре оториноларингологии Центрального института усовершенствования врачей в Москве. Совершенствовал свои знания в лор-стационаре МОНИКИ им. М. Ф. Владимирского, больнице «Соколиная гора», клинике болезней уха, горла и носа 2-го Московского медицинского института им. Н. И. Пирогова и в лор-клинике на базе городской больницы № 67.
В 1964 году досрочно защитил кандидатскую диссертацию «Эндоназальная интубация слезного мешка при дакриоциститах». 
В 1964—1967 годы работал в Махачкале в должности заведующего ЛОР-отделением 2-й городской клинической больницы. Белоглазов вёл большую клиническую, научную и педагогическую деятельность: оперировал до 900 пациентов с различной ЛОР-патологией в год, обучал студентов медицинского института. В 1969 году совместно с заведующим кафедры офтальмологии Дагестанского медицинского института Ш. А. Шамхаловым написал монографию «Дакриоциститы».
С 1967 года становится ассистентом ЛОР-кафедры Калининского медицинского института, где разрабатывал новые методы дакриологических операций.
В 1976 году, работая над докторской диссертацией, был направлен во ВНИИ глазных болезней Минздрава СССР, где в 1978 году поступил на должность старшего научного сотрудника отделения реконструктивной хирургии глаза, а затем организовал и возглавил группу дакриологии — отделение патологии слёзного аппарата глаза, в состав которого вошли представители двух смежных специальностей — офтальмологии и оториноларингологии. 
В 1980 году защитил докторскую диссертацию по теме «Клинические аспекты эндоназальной хирургии стенозов и непроходимости слезоотводящих путей» по специальностям офтальмология и оториноларингология. В мае 1995 года В. Г. Белоглазову было присвоено звание профессора. 
За годы работы в институте им было прооперировано более 6000 пациентов с патологией слёзного аппарата. Автор многочисленных отечественных и зарубежных публикаций и патентов на изобретения.
Скончался в 2012 году в Москве после продолжительной болезни.

## Семья
- Дед, Георгий Иванович Белоглазов (1877—1945) — ветеринарный врач, учёный-практик, работавший в начале XX века в Восточной Сибири, Саратове и Казахстане[4].
- Бабушка, Екатерина Леонидовна Белоглазова, Заслуженный врач РСФСР (1940)[4].
- Отец, Георгий Георгиевич Белоглазов (1905—?), врач, с 1939 до 1947 года служил военным медиком в Монголии, был участником событий на Халкин-Голе. По возвращении до выхода на пенсию работал главным санитарным врачом Махачкалы[4][5].
- Родная сестра — Людмила Белоглазова (Галкина) закончила Дагестанский медицинский институт (1962), онкогинеколог[4].

## Избранные труды
- Белоглазов В. Г. Лечение дакриоциститов эндоназальной интубацией слёзного мешка // Офтальм. журн. 1964. № 4. С. 311-314.
- Белоглазов В. Г. О роли патологии ЛОР органов в возникновении и развитии заболеваний слёзоотводящего аппарата // VI Съезд отоларингологов СССР: Тезисы докл. М. - 1975. С. 48-49.
- Белоглазов В. Г. Современные принципы эндоназальной хирургии слёзоотводящих путей // Вестн. офтальм. — 1997. № 6. — С. 14-17.
- Глазные болезни: Учебник для студентов мед. вузов / [Аветисов Эдуард Сергеевич, Аветисов Сергей Эдуардович, Белоглазов Владимир Георгиевич и др.]; Под ред. В. Г. Копаевой. - М. : Медицина, 2002.
- Белоглазов В. Г. Лучевые методы диагностики в современной дакриологии. Обзор литературы // Рефракц. хирургия и офтальм. 2007. Т. 7. № 2. С. 21–26.
- Белоглазов В. Г. Проблемы и перспективы современной дакриологии в России // Тезисы докладов IX съезда офтальмологов России. М. — 2010. С. 470—472.